# Vaudreuil-Soulanges (regionalna gmina hrabstwa)
Vaudreuil-Soulanges – regionalna gmina hrabstwa (MRC) w regionie administracyjnym Montérégie prowincji Quebec, w Kanadzie. Stolicą jest miasto Vaudreuil-Dorion. Składa się z 23 gmin: 8 miast, 8 gmin, 4 wsi i 3 parafii.
Vaudreuil-Soulanges ma 139 353 mieszkańców. Język francuski jest językiem ojczystym dla 69,0%, angielski dla 22,5%, hiszpański dla 1,0% mieszkańców (2011).